# Данієль Уррабієта Вьєрґе
Данієль Уррабієта Вьєрґе, також відомий як Данієль Вьєрґе (ісп. Daniel Urrabieta Vierge; нар. 8 березня 1851, Мадрид — пом. 10 травня 1904, Булонь-Біянкур) — іспанський художник, карикатурист та ілюстратор у Парижі, син карикатуриста Вісенте Урраб'єти-і-Ортіса. Свої роботи він підписував прізвищем, Вьєрґе «Vierge» або Д. Вьєрґе «D. Vierge». У віці повноліття він разом із сім'єю переїхав до Франції, де незабаром почав працювати для паризьких періодичних видань, таких як — Ілюстрований світ (ісп. Le Monde Illustré).
У віці тридцяти років він переніс серйозний приступ геміплегії, після якого йому знадобилися роки для відновлення і який змусив його малювати лівою рукою. Проілюстрував кілька творів Віктора Гюго, а також класиків іспанської літератури, таких як «Дон Кіхот» та «Історія життя Бускона».

## Біографія

### Ранні роки
Данієль Уррабієта Вьєрґе народився 8 березня 1851 року в Мадриді, син ілюстратора Вісенте Уррабієти-і-Ортіса і Хуани В'єрґе де ла Вега. Навчався в Королівській академії витончених мистецтв Сан-Фернандо. Навчання почалося в 1864 році під керівництвом Федеріко Мадрасо. Близько 1867 року він ілюстрував «Madrid la Nuit» Еусебіо Бласко, за словами самого В'єрґе.

### Подорож у Париж
Незабаром він поїхав з сім'єю в Париж, ймовірно, близько 1869 року, у пошуках удачі і допомогли тяги його іспанського темпераменту. Почав працювати у виданні Ілюстрований світ (ісп. Le Monde Illustré) в 1870 році, на початку Франко-прусської війни, і, як і багато інші ілюстратори, перебували під впливом сильної особистості Едмона Моріна; в таких роботах, як «Fusillade de la rue de la Paix dans la journée du 22 mars, á deux heures de l après midi», «Lyon — La fête des écoles — Le banquet sur l herbe» або «Souvenir de Coulmiers» та ін. У 1871 році він пережив і проілюстрував епізоди Паризької комуни, в яких він зобразив таких революційних лідерів, як Гюстав Флуренс і Рауль Ріго.
В'єрґе створив для журналу численні ілюстрації до Другої карлістської війни, а також перший хто ввів у видання техніку гільйошування, що замінила ксилографію. Художник не забарився довести надзвичайну енергійність і мальовничість свого мистецтва: крім посвячення себе створенню оригінальних творів, він також працював над гравюрою на дерев'яних ілюстраціях, надісланих малювальниками-кореспондентами з інших країн, такими як Олів'є Мерсон в Римі і його рідний брат, Самуель Уррабієта, в Іспанії.
З 1871 по 1878 рік його незвичайність ставала все більш вираженою. У ці роки він створив деякі з його найвідоміших малюнків. Приблизно 1873 року він проілюстрував «L'Année terrible» Віктора Гюго з чудовою жвавістю і майстерністю, а також брав участь у виданні «Знедолені» (1882). Його роботами, очевидно, захоплювався французький письменник. I однією з його найважливіших робіт в якості ілюстратора була «Histoire de France» Жюля Мішле, у виданні Лакруа 1880 року. У 1877—1878 роках він працював у Парижі з каталонським художником і гравером Рамоном Канудасом Серра. У 1878 році він був направлений видавництвом «Le Monde Illustré» для графічного висвітлення весілля Альфонсо XII з Марією де лас Мерседес Орлеанської, яка відбулася 23 січня того ж року. Його роботи також публікувалися в журналах «La Ilustración Española y Americanaj» і «La Revue Illustré». У 1879 році він малював для La Vie modernek, а в 1880 році він подорожував по Галісії і Кастилії з художником Мартіном Ріко, створюючи ілюстрації цих місць. Приблизно в цей час він почав ілюструвати видання книги Кеведо «Історія життя Бускона».